# 切佩利 (哈爾科夫州)
50°7′11″N 35°56′55″E / 50.11972°N 35.94861°E
切佩利（羅馬化：Chepeli）是位於烏克蘭東部的村莊，由哈爾科夫州博霍杜希夫區的佐洛奇夫市鎮負責管轄。該村分別距離費斯基和小羅霍江卡2公里、皮夫登内6公里，始建於1916年，面積0.22平方公里，海拔高度124米，2001年人口222。